# Arnošt Muka
Arnošt Muka (niem. Ernst Mucke, znany także jako Karol Ernest Muka, ur. 1854, zm. 1932) – serbołużycki nauczyciel oraz slawista.

## Życiorys
Uznawany jest za najwybitniejszego humanistę serbołużyckiego XIX i XX stulecia, który w znaczny sposób przyczynił się do rozwoju serbskiej świadomości narodowej. W latach 1874–1879 studiował na Uniwersytecie w Lipsku filologię klasyczną i slawistykę.
Od 1879 roku był nauczycielem w Żytawie, a później w gimnazjum w Budziszynie. Od najmłodszych lat zaangażowany w kulturalny i naukowy ruch Serbołużyczan. Członek Societas Slavica Budissenensis oraz Macierzy Serbskiej. Współzałożyciel i redaktor naczelny czasopisma Lipa Serbska (1876–1881), w latach 1882–1886 redaktor czasopisma Łužica, a między 1884 i 1932 rokiem Časopisu Maćicy Serbskeje. Na łamach tego ostatniego w latach 1884–1886 publikował Statistike Serbow, zawierającą unikatowe dane statystyczne, ukazujące liczbę, rozmieszczenie, strukturę socjalną, poziom wykształcenia i inne cechy serbskiej ludności Łużyc. Dzięki jego determinacji oraz organizatorskim talentom udało się stworzyć w 1904 roku Dom Serbski w Budziszynie. Podjął także próbę zorganizowania serbskiego muzeum.
Był członkiem wielu akademii oraz towarzystw naukowych, w tym między innymi w Krakowie, Warszawie, Pradze, Zagrzebiu i Sankt Petersburgu.
Z inicjatywy polskiej Akademii Umiejętności podjął badania nad wymarłą społecznością Słowian połabskich – Drzewian. W swoich podróżach po obszarze Łużyc prowadził badania dotyczące języka, folkloru oraz dorobku kulturalnego Serbów. Był autorem wielu prac naukowych, które wywarły duży wpływ na serbską inteligencję. Występował przeciwko germanizacji. Dwukrotnie przenoszony karnie przez władze niemieckie w głąb Niemiec za działalność narodową.

## Dzieła
- Serbsko-němski A Němsko-serbski Přiručny Słownik Wendisch-deutsches 1920,
- Szczątki języka połabskiego Wendów Luneburskich, [w:] Materiały i prace Komisyi językowej Akademii Umiejętności w Krakowie, t. I, Kraków 1904, s. 313–569.
- Historische und vergleichende Laut – und Formenlehre der niedersorbischen (niederlausitzisch – wendischen) Sprache, Lipsk 1891 – praca z zakresu fonetyki i morfologii języka łużyckiego.
- Słownik dolnoserbskeje rěcy a jeje narěcow, St. Petersburg – Praga 1911 – Słownik dolnołużycki